# تاريخ الوطن العربي الاقتصادي
تعبر جملة التاريخ الاقتصادي للعالم العربي عن تاريخ النشاطات التجارية في بلدان العالم العربي الناطقة باللغة العربية والتي تمتد من المحيط الأطلسي غربًا إلى بحر العرب شرقًا، ومن البحر الأبيض المتوسط شمالًا إلى منطقة القرن الإفريقي والمحيط الهندي في الجنوب الشرقي والتي بدأت من الجزيرة العربية في القرن السابع ميلادي وانتشرت مع الفتوحات اللإسلامية.
الفتوحات الإسلامية شملت مناطق الزراعة الغنية في المغرب العربي ووادي النيل والهلال الخصيب. كانت الزراعة هي المسيطرة على الاقتصاد حتى العصر الحديث كذلك الحال مع رعي الماشية التي شكلت دورًا مهمًا في العالم العربي. وكذلك الموقع الجغرافي المميز للبلاد العربية والذي ساعد على السيطرة على الطرق التجارية بالتالي السيطرة على تجارة الحرير والتوابل والذهب والملح والبضائع الفاخرة بما في ذلك العاج والريش الأفريقي جنوب الصحراء الكبرى، كذلك كان الأمر مع تجارة العبيد كانت واحدة أشهر طرق المتاجرة سابقًا.

توزيع اللغة العربية كلغة رسمية واحدة (خضراء) وواحدة من عدة لغات رسمية أو قومية (زرقاء).

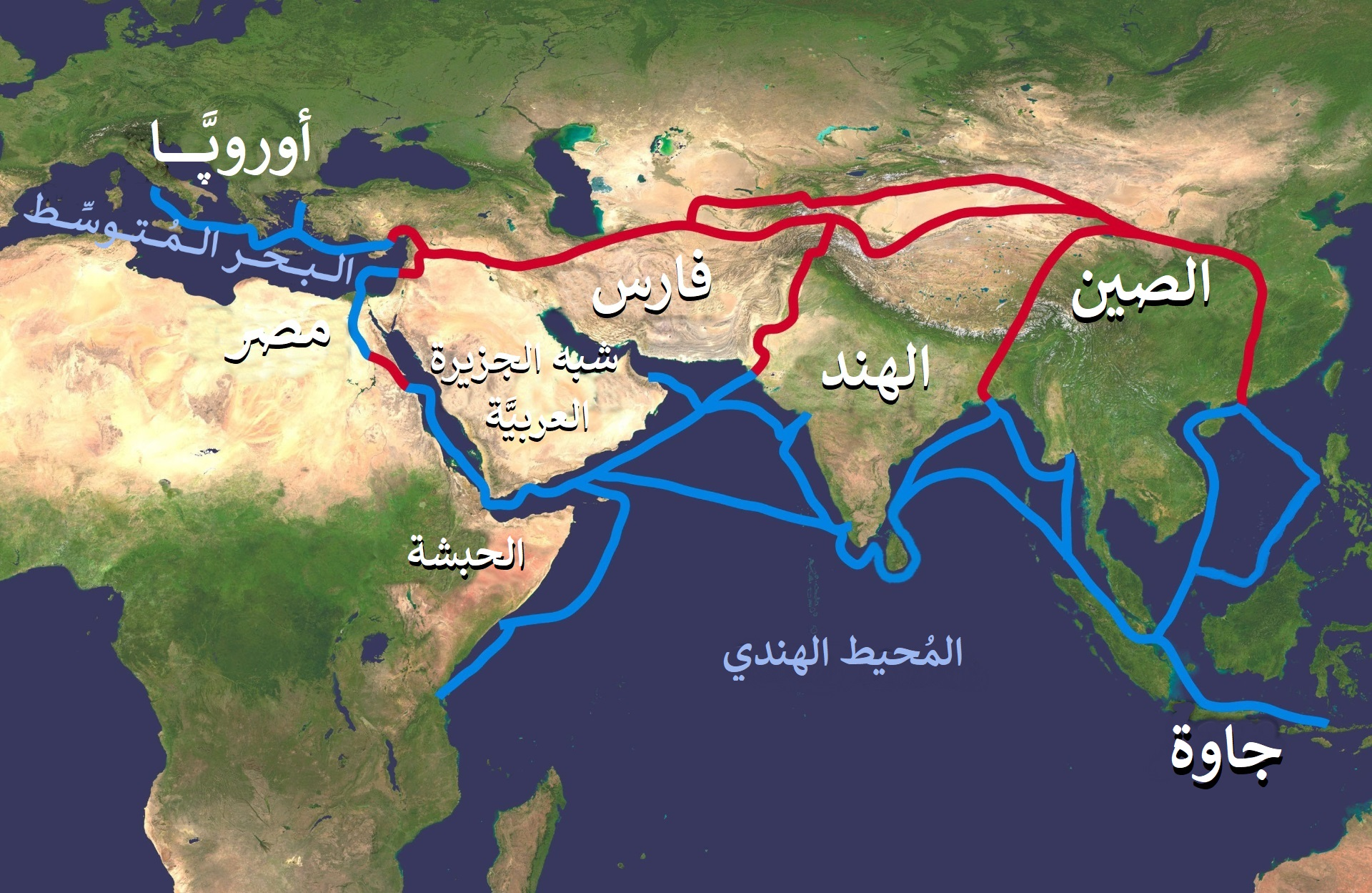
طرق التجارة الهامة اقتصاديًا طريق الحرير (اللون الأحمر) وطريق التوابل (اللون الأزرق).

## الطرق التجارية

### غرب افريقيا

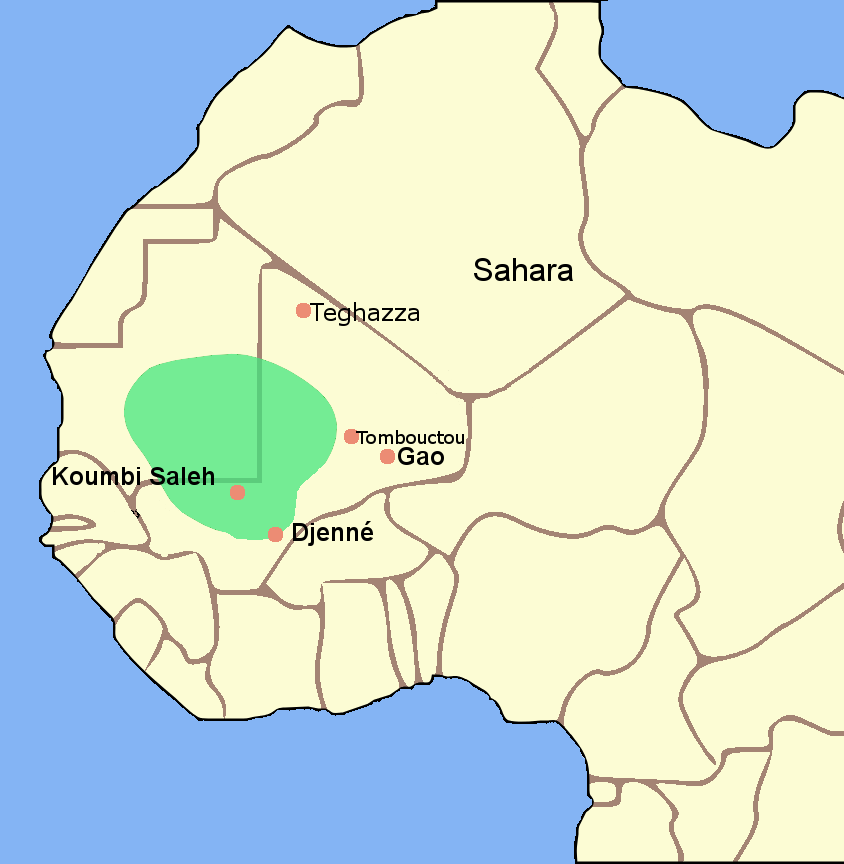
خريطة امبراطورية غانا.

في حوالي القرن الثامن أدرك الشعب العربي أهمية الذهب وتأثيره الاقتصادي. شارك العرب في تجارة الذهب وتحديدًا في مناجم الذهب في غانا قرب القرن التاسع. وشارك شعب غانا أيضًا في تجارة الذهب منذ بدايتها وبدأ في الهيمنة بشكل هادف على هذه التجارة. توسعت مناطق شمال أفريقيا مالياً أيضاً بسبب تجارتها بالذهب مع المناطق مختلفة. أصبح الذهب سلعة للعرب بالقرب من القرن الثامن والتي كانت تزوده به أفريقيا. كان الذهب جيدًا للنمو الاقتصادي للشعب العربي. مع انخفاض قيمة الفضة سمح للذهب بالوصول إلى القيمة الاقتصادية للفضة.

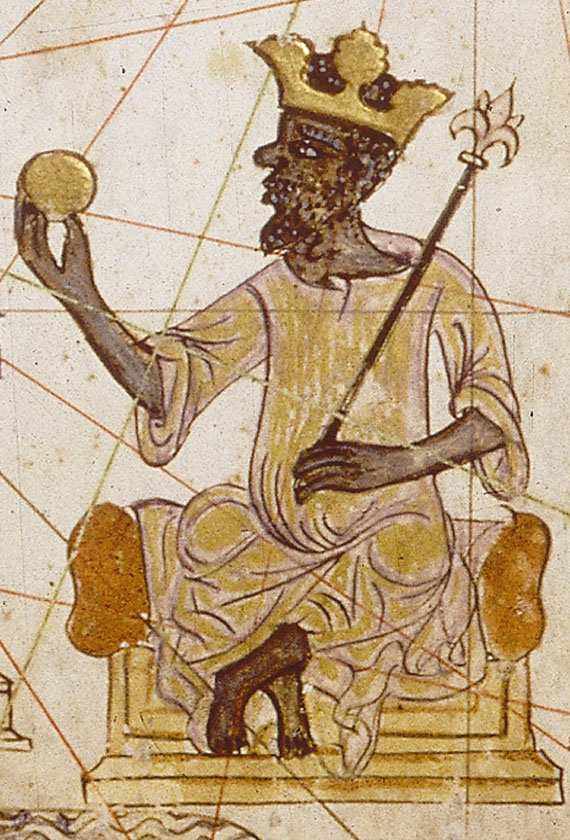
منسا موسى حاكم مالى.

### منسا موسى
أثر منسا موسى وهو زعيم من غرب أفريقيا وتحديدا بلاد مالى على العالم العربي بكمية هائلة من الذهب نقلها إلى مكة أثناء الحج. خلال رحلته أثبت أنه فاحش الثراء بذهبه. على الرغم من أنه لم يقال أنه قد تم تداول ذهبه أثبت منسا موسى ثروته إلى المكيين من خلال توزيع الذهب الذي أحضره في رحلته. لقد أضر منسا موسى وشعبه بشكل خاص باقتصاد القاهرة بسبب الكمية الهائلة من الذهب التي انتشرت في المنطقة بسبب توزيعه للذهب أثناء رحلته على الناس مما أدى إلى مشكلة تضخم اقتصادى.

## الأهمية الاقتصادية للحج

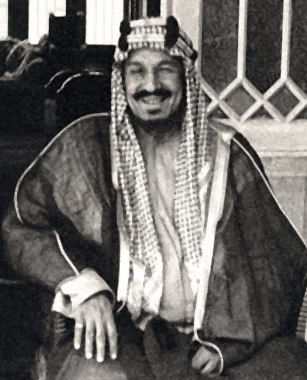
الملك عبد العزيز آل سعود.

قام المسلمون بالتجارة أثناء الحج وغالبا ما كانوا يضطرون إلى التجارة على طول الطريق من أجل تمويل رحلاتهم الطويلة. في العادة تم جلب المال لمنحها للقبائل البدوية وكذلك للمدن المقدسة التي كان الحجاج يسافرون إليها. أثناء سيطرة الإمبراطورية العثمانية تم فرض ضرائب على هذه السلع. ارتفع مستوى الضرائب بشكل حاد في عهد الحسين بن علي شريف مكة. تم تخفيض هذه المستويات عندما تولى الملك عبد العزيز آل سعود السلطة. كما شارك التجار في الحج لأن هذا يسمح لهم بالحصول على الحماية من الحراس الذين رافقوا الحجاج في الحج. غالبًا ما كان تجولهم في المناطق على طول طريق الحج يوفر العديد من الفوائد الاقتصادية لتلك المناطق. سمح ذلك للقوافل التجارية بأن تصبح أكثر نجاحًا وساعد في جعلها جزءًا أكبر من اقتصاد العالم العربي. عندما عاد مسافري الحج إلى أراضيهم الأصلية كانوا غالباً ما يجلبون معهم البضائع مما يؤدي إلى تغيرات في التصاميم ويرفع الأسعار إضافة إلى إعادة بيع الأشياء مباشرة.

### وسائل النقل
سافر الحجاج قديما ضمن قوافل إسلامية برعاية الدولة ولكن تم استبدالها بسفن بخارية أوروبية في أواخر القرن التاسع عشر مما أدى إلى زيادة عدد المسافرين ولكن وضع صناعة وسائل النقل للحج في أيدي غير المسلمين. في عام 1908 بنت الإمبراطورية العثمانية نظام قطار مما أعاد بعض السيطرة على الصناعة للمسلمين.

### الوقت الحالى
في السنوات الأخيرة شهدت المملكة العربية السعودية زيادة في إيرادات الحج بسبب صناعة السياحة خلال موسم الحج. في عام 1994 شددت الحكومة السعودية على السياحة كطريقة لزيادة اقتصادها. في عام 2000 تشير التقديرات إلى أن ما يقرب من ستين في المائة من نسبة السياحة في المملكة العربية السعودية جاءت للحج أو للعمرة. أكثر من 40 في المئة من الأموال التي ينفقها السياح هي للحج أو العمرة. ساعدت الزيادة في صناعة السياحة أثناء الحج على حل شريحة كبيرة من العمال الأجانب العاطلين عن العمل من دول أخرى مثل مصر والهند.

## الجزية
الجزية هي عبارة عن ضريبة يدفعها غير المسلمين كل عام مقابل السماح لهم بالاستقرار في الأراضي الإسلامية وفي مقابل حمايتهم من أولئك الذين يرتكبون العدوان عليهم. لن يُطلب من هؤلاء الأشخاص دفع الزكاة الإلزامية وهى الضريبة السنوية التي يدفعها المسلمون. كلمة جزية تأتي من كلمة جزاء أي (تعويض). يبدو الأمر كما لو أنه تعويض للسماح لهم بالعيش في الأرض وحماية حياتهم وممتلكاتهم ومُعاليهم.
كانت الجزية بمثابة إشادة مطلوبة من غير المسلمين تحت حماية المسلمين والتي أعطت هذه الجماعة أو المجتمعات الصغيرة الغير قادرة على حماية نفسها من أعداء الدولة الإسلامية، وخيار تقديمها إلى المسلمين والبقاء تحت حمايتهم. . في مقابل هذه الحماية يجب على الأقلية أن تؤيد الدولة الإسلامية. وكثيراً ما قدمت الجزية مصدراً للدعم المالي للمسلمين لمواصلة الفتوحات والتوسع في الجهاد.

## الساحل السواحلي

### التاريخ المبكر

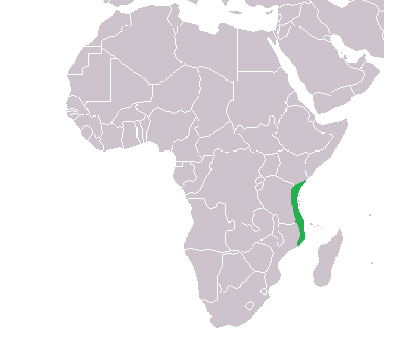
خريطة للساحل السواحلى.

يعود تاريخ التجارة على طول الساحل السواحلي إلى القرن الأول الميلادي حتى القرن 19 على الرغم من عدم وجود العديد من السجلات المكتوبة الموثوقة للتجارة على طول ساحل شرق أفريقيا بين القرن الأول والقرن الحادي عشر لا تزال التجارة تتم بين ساحل المحيط الهندي (تنزانيا) وبقية دول العالم (الهند والصين والدول العربية). ساعد التفاعل بين هذه المناطق على معرفة اتجاه الرياح الموسمية من قبل التجار الذين سافروا في المحيط الهندي.
تأثرت التجارة على طول الساحل السواحلي بين القرن الحادي عشر والقرن التاسع عشر بالرغم من كونها محلية المنشأ إلى حد كبير بانتشار الإسلام الذي نشأ عن التزاوج بين التجار المسلمين وشعب البانتو المحلي.

### الوجود العربي
بدأ الوجود العربي على طول الساحل السواحلي بهجرة العرب من الجزيرة العربية إلى ساحل شرق إفريقيا بسبب النضالات الديموغرافية والسياسية في الجزيرة العربية. في أواخر القرن الثامن أثرت التجارة على طول الساحل على غالبية الزائرين المسلمين إلى ساحل شرق إفريقيا. عززت هذه التجارة تطوير المدن الساحلية مثل مقديشو ومومباسا وكيلوا وكذلك نمو العلاقات العربية السواحلية وهي جزء من العلاقات بين شعب البانتو المحلي والمهاجرين العرب.

### العرب العمانيون

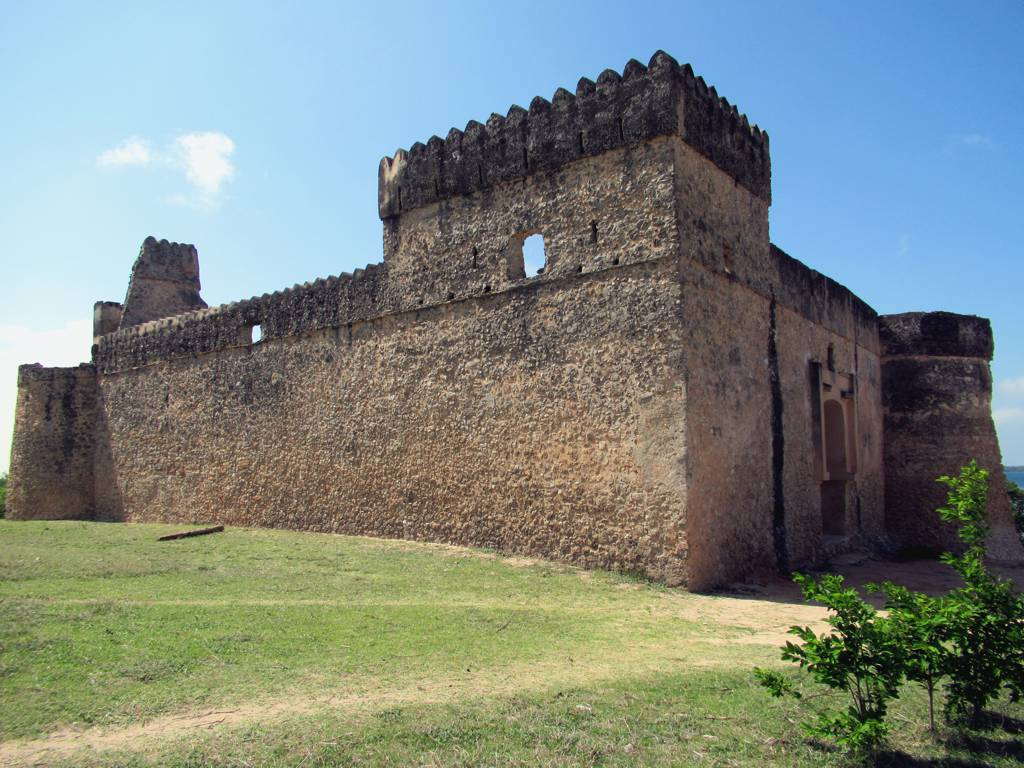
حصن في كيلوا.

واحدة من التأثيرات العربية الرئيسية على طول الساحل السواحلي كان وصول العرب العمانيين. اشتهر التجار العمانيون الذين كانوا يشتهرون بالإبحار على طول المحيط الهندي. استعاد العرب العمانيون على طول ساحل شرق أفريقيا في أواخر القرن السابع عشر محل التأثير البرتغالي على طول الساحل السواحلي بعد هزيمتهم في مومباسا. زادت التجارة على طول الساحل السواحلي مع هيمنة العمانيين العرب على المنطقة. أدى تطور زنجبار بين عامي 1804 و 1856 إلى زيادة التنمية الاقتصادية للساحل السواحلي بسبب دوره كمستورد للعاج والعبيد من الداخل الأفريقي من خلال التجارة لمسافات طويلة. ثم قام التجار العمانيون بتصدير العبيد والعاج من ساحل شرق إفريقيا بسبب ارتفاع الطلب في أوروبا والهند. جعل وجود العبيد مصدرا مناسبا للعمل في مزارع القرنفل المتنامية في زنجبار وبيمبا وبالتالي زاد الطلب على العبيد على طول الساحل مما حفز التجارة لمسافات طويلة داخل شرق ووسط أفريقيا. تم شراء بعض هؤلاء العبيد كعبيد في منازل عرب سواحليين.

### التجارة مع مناطق وسط أفريقيا

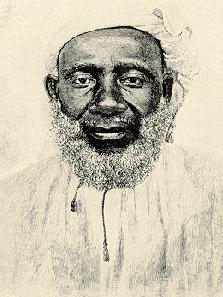
تيبوتيب.

حفز التداول على طول الساحل السواحلي بين السواحليين العرب والقبائل الداخلية تنمية القبائل الإفريقية الداخلية. بسبب التوسع في التجارة داخل المناطق الأفريقية بدأ الحكام الأفارقة في التطور سياسياً بهدف توسيع مملكتهم وأقاليمهم لكي يكونوا قادرين على التحكم في طرق التجارة والمصادر المعدنية داخل أراضيهم. بسبب التفاعل بين التجار السواحليين العرب والقبائل الإفريقية الداخلية انتشر الإسلام أيضًا كدين. حكم سلاطين زنجبار بين 1804-1888 وسيادتهم لساحل شرق أفريقيا من الصومال إلى موزمبيق أثرت بشكل كبير على التجارة على طول الساحل السواحلي.

### تيبوتيب وتجارة الرقيق
قبل إلغاء تجارة الرقيق في عام 1873 عندما صدر إعلان بحظر الاتجار بالرقيق من الداخل إلى الساحل، كان تيبوتيب من بين أشهر التجار السواحليين العرب. بعد أن انطلق من زنجبار في رحلة للحصول على العاج وهزم نساما من تروا وأسس حكمه الخاص في بلاد مانيما من أجل السيطرة على تجارة العاج والعبيد.

## الأوقاف
الأوقاف هو هبة خيرية يمنحها المسلمون للمساعدة في إفادة مجتمعاتهم وكان لها دور كبير في الاقتصاد وتنمية المدن والسفر. عادة اتخذ الوقف شكل الحكام بناء شيء لصالح شعبهم. تطلب الأمر بناء شيء من شأنه أن يكون مصدرا للإيرادات المتجددة وتوجيه تلك الإيرادات نحو شيء سواء كان فرد معين أوللمجتمع أو المسجد المحلي طالما أنه اقترب من الله. كانت المدارس أيضًا مستفيدة من الوقف بسبب التعليم الإسلامي باعتباره شكلاً من أشكال العبادة. لم يكن من المتوقع أن يستفيد الفرد الذي يصنع الوقف إلا بالمعنى الروحي. كان الوقف جزءًا محوريًّا من البنية التحتية للبناء حيث أنه غالبًا ما يؤدي إلى زيادة عدد المستفيدين المحيطين بالمؤسسة الممنوحة. كما استخدمت الأوقاف لحماية المدن في الحروب مثل قلعة قايتباي التي بنيت للدفاع عن الإسكندرية في منتصف القرن الخامس عشر. على الرغم من أنه كان مثيرًا للجدل فقد استخدم النقد أحيانًا كشكل من أشكال الوقف مع الاهتمام به لدعم المستفيدين.

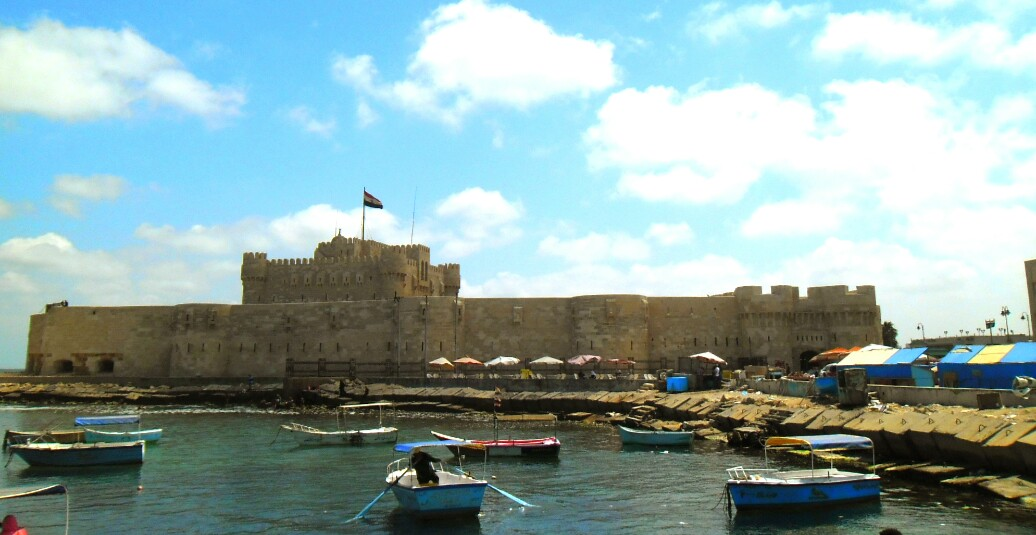
تم الحفاظ على قلعة قايتباي بواسطة الأوقاف.

### مصر

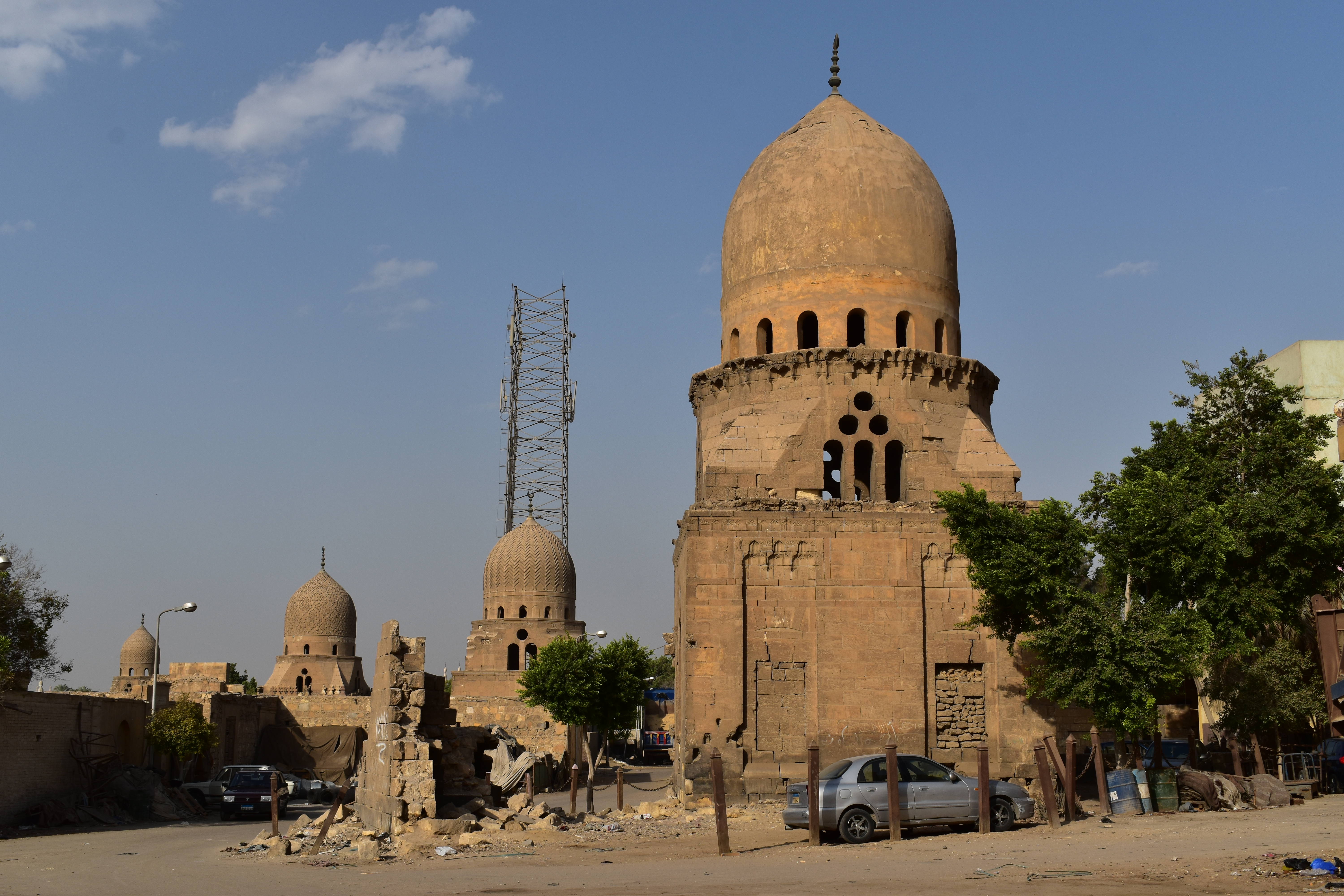
مقابر المماليك.

في مصر مارس المماليك بناء الأوقاف واعتبروه وسيلة لإبقاء ممتلكاتهم في مأمن من أيدي الحكومة وكوسيلة لنقل الجزء الأكبر من ثرواتهم لأطفالهم والالتفاف حول القوانين التي منعت ذلك مباشرة. أصبح هذا الأمر إشكاليا في القرن الرابع عشر عندما تمت مكافأة الجنود في الجيش المصري بإعطائهم إقطاعات مؤقتة. العديد من هؤلاء تحولوا إلى الأوقاف من قبل أصحابها وهذا يعني أن الحكومة المملوكية لم تعد قادرة على استردادها لإعادة توزيعها. هذا من شأنه أن يؤثر على حجم الجيش. في 1378-79 أوضح السلطان سيف الدين برقوق بأن هذا كان يسبب ضرراً للدولة واستخدم هذا كمبرر لحل الأوقاف الزراعية. كما عملت الأوقاف كطريقة للمسلمين المماليك لإثبات إيمانهم من خلال المشاركة فيه. كما وفرت وسيلة للحكام المماليك لإظهار قوتهم وثروتهم. فيما بعد ستصبح الأوقاف أكثر شعبية في ظل الحكم العثماني في سنوات لاحقة.
يجادل البعض بأن الوقف ساهم في تحجيم العلم في العالم الإسلامي لأن قانون الأوقاف «سمح بانحراف ضئيل عن شروط المؤسس الأصلي الذي وضع من أجلها الوقف».

## النفط
أدى اكتشاف النفط بكميات كبيرة في أوائل القرن العشرين إلى ثورة في اقتصاد معظم المنطقة العربية ولا سيما في إيران والعراق والمملكة العربية السعودية والإمارات العربية المتحدة والكويت وقطر المحيطة بالخليج العربى والتي تعد من بين أكبر دول النفط أو مصدري الغاز في جميع أنحاء العالم. كل من الجزائر وليبيا ومصر وتونس والسودان لديها احتياطيات أصغر ولكنها مهمة.

### شرق أفريقيا
شرق أفريقيا وتحديدا السودان ساعدت نفسها للنمو من خلال تجارة النفط. وبإحساس بأمل محتمل للربح الاقتصادي السوداني قام العرب بتمويل دوافع التنمية في السودان وتوسيع المنتجات للمساعدة في تنمية السودان في أواخر القرن العشرين. على الرغم من أن العرب يضعون المال داخل الأراضي السودانية ولكن هذا قد تسبب في المزيد من القضايا مع تدفق الإثيوبيين كلاجئين إلى السودان مما وضع السودان في وضع صعب مالياً.